# Yasuharu Hasebe
Yasuharu Hasebe (japanisch 長谷部 安春 Hasebe Yasuharu, * 4. April 1932 in Shinjuku (Tokio); † 14. Juni 2009 in Kawasaki) war ein japanischer Regisseur und Drehbuchautor des Pinku eiga.

## Leben
Yasuharu Hasebe wurde am 4. April 1932 im Stadtteil Akagi-Shitamachi von Shinjuku geboren. In den Nachkriegsjahren wurde Hasebe stark von amerikanischen und französischen Filmen beeinflusst, insbesondere von amerikanischen B-Movies und den Filmen von John Huston und Samuel Fuller. Nach seinem Studium der französischen Literatur an der Waseda-Universität begann er 1958 in den Nikkatsu-Studios zu arbeiten. Acht Jahre lang arbeitete er als Regieassistent, einschließlich einer längeren Ausbildung bei Seijun Suzuki. Seine erste Chance als Regisseur bekam er 1966 mit Black Tight Killers. In den 1960er Jahren drehte er weitere Action-Genre-Filme, darunter den vierten Film der Singing-Gunman-Reihe mit Akira Kobayashi in der Hauptrolle und Massacre Gun mit Jo Shishido.
1970 wollte Nikkatsu eine jugendorientierte Serie schaffen und wählte Hasebe als Regisseur für den ersten Film der später beliebten Alleycat Rock-Reihe. Das Studio ließ ihm große Freiheiten bei der Regie des ersten Films, Alleycat Rock: Female Boss (1970), und unter dem Pseudonym „Takashi Fujii“ war Hasebe auch Co-Autor der Geschichte. Meiko Kaji war im ersten Teil der Serie die Nebendarstellerin, wurde aber in den restlichen Filmen zum Star. Obwohl er hauptsächlich für seine späteren Violent pink-Filme bekannt ist, nennen einige diese Serie Hasebes bestes Werk.
Er war dann Regisseur und Autor für viele weitere Pinku Eiga-Filme, unter anderem bekannt für Stray Cat Rock: Sex Hunter! (japanisch: 野良猫ロック　セックスハンター, Nora-neko rokku: Sekkusu hanta, 1970), Naked Seven (Die Nackten und die Bestien) (1972), Sasori – Grudge Song (japanisch: 女囚さそり　７０１号怨み節, Joshū sasori: 701-gō urami-bushi, 1973), Sukeban Deka: Dirty Mary (1974), Erotic Liaisons (1978) und Fernsehserien.
In seiner aktiven Wirkungszeit zwischen 1966 und 2000 führte er bei 41 Filmen Regie und schrieb 27 Drehbücher. Viele seiner Filme sind auf DVDs in verschiedenen Sprachen erhältlich, neben Japanisch sind das u. a. Deutsch, Englisch, Französisch und Italienisch (synchronisiert oder mit Untertiteln).
Er war mit Takako Hasebe verheiratet. Als Hasebe 1999 interviewt wurde, war er Großvater und lebte in einer komfortablen Altersteilzeit in Tokio.  Der älteste Sohn ist Bakushin-oh Hasebe, ein Schriftsteller und Drehbuchautor, und die zweite Tochter ist Kanae Hasebe, eine Schauspielerin. Sein Enkel ist der Schauspieler Mimura Kazutaka. Yasuharu Hasebe starb am 14. Juni 2009 im Alter von 77 Jahren an Lungenentzündung in Kawasaki.

## Werke

### Filme (Auswahl)
- Black Tight Killers (俺にさわると危ないぜ, Ore ni sawaru to abunaize) (1966)
- Bloody Territories (広域暴力団　流血の縄張, Kōiki bōryoku: ryuuketsu no shima) (1969)
- Stray Cat Rock: Sex Hunter (野良猫ロック　セックスハンター, Nora-neko rokku: Sekkusu hanta) (1970)
- Stray Cat Rock: Machine Animal (野良猫ロック　マシン・アニマル, Nora-neko rokku: Mashin animaru) (1970)
- Sasori – Grudge Song (女囚さそり　７０１号怨み節, Joshū sasori: 701-gō urami-bushi) (1973)
- Sukeban Deka: Dirty Mary (すけばん刑事　ダーティ・マリー, Sukeban deka: daati Marii) (1973)
- Rape! (犯す！Okasu!) (1976)
- Assault! Jack the Ripper (Bôkô Kirisaki Jakku) (1976)
- Rape! 13th Hour (レイプ２５時　暴姦, Reipu 25-ji: Bōkan) (1977)
- Erotic Liaisons (エロチックな関係, Erotic na kankei) (1978, Regie und Drehbuch)
- Fossilized Wilderness (化石の荒野, Kaseki no kouya) (1982)
- (相棒シリーズ 鑑識・米沢守の事件簿, Aibō shirīzu Kanshiki Yonezawa Mamoru no jikenbo) (2009)

### Fernsehserien
- Spectreman (Supekutoruman aka Uchû enjin gori) (1971)
- Tokusō Saizensen (1977)
- Daitsuiseki (1978) (Episoden 1, 2, 5, 6)
- Tantei Monogatari (1979) (Episoden 8 und 10)
- Pro Hunter (1980) (Episoden 2, 4, 11, 12, 21 und 22)
- Abunai Deka (1986)
- Aibō (2000)